# Show Me What Love Is
Show Me What Love Is är en låt framförd av Erik Segerstedt i Melodifestivalen 2025. Låten, som deltog i den andra deltävlingen, gick direkt vidare till final där den slutade på en nionde plats.
Låten är skriven av Segerstedt, Mattias Andréasson och Pontus Söderman.